# Shannonův a Weaverův model komunikace
Shannonův a Weaverův model komunikace je lineárním modelem komunikace označující přenos informací od odesílatele k příjemci. Spadá do teorie informace. Model byl publikován v roce 1948 v knize A Mathematical Theory of Communication autorů Claude Shannona a Warrena Weavera. Jde o základní model komunikace, v dnešní době je však již překonán, jelikož lineární model nebral primárně v potaz zpětnou vazbu příjemce čili vzájemnou komunikaci. Taktéž se nezabývá obsahem zprávy, jejím kódováním a dekódováním.

## Popis modelu

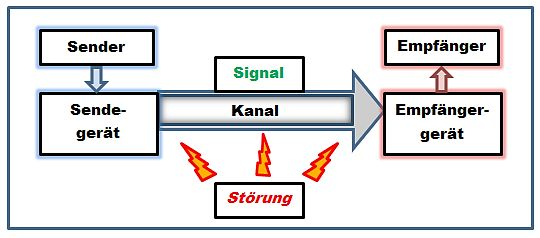
Odesílatel-Vysílač-Kanál-Přijímač-Adresát

Skládá se ze zdroje, vysílače, kanálu, příjemce a místa určení (pro příchod informace). Na obsah působí šum, který může tvořit zprávu dysfunkční.
1. odesílatel
2. vysílač
3. kanál, na který působí šum
4. přijímací zařízení (též destinace, kam informace doputuje)
5. adresát

Model byl různě upravován a doplňován, například o prvek signálu (anténa = vysílač, vlny = signál) nebo o zpětnou vazbu od adresáta k podavateli.
Taktéž je možné se setkat s modifikací: zdroj zprávy → zpráva samotná → odesílatel → kódování → vysílač → kanál (kapacita kanálu) + signál + šum → přijímač → cílová destinace / příjemce → dekódování (někde bývá uváděno i zpětné kódování) → informační hodnota a pravděpodobnost chyby.

### Nedostatek modelu
Model v původním znění opomíjí zpětnou vazbu, taktéž nepracuje s rozložením komunikace v čase, nezaobírá se významem a obsahem přenášené informace.